# Tiger Tunes
Tiger Tunes var et populært indiepopband fra Danmark. Gruppen blev dannet i 2001, og de distribuerede oprindeligt deres musik via internettet, hvor de udgav to singler fra deres album Forget About the Stupid Rocket Idea!.
I 2003 spillede de på adskillige musikfestivaller i Danmark heriblandt Roskilde Festival, Midtfyns Festival og Smukfest. I 2004 modtog de prisen som "Årets Håb" ved Årets Steppeulv. På trods af denne anerkendelse formåede gruppens senere udgivelser ikke at slå igennem. I 2005 meldte gruppen ud, at de havde sat projektet på pause, og i 2007 meldte de ud, at det var helt slut med bandet.

## Medlemmer
- Klaus Hedegaard Nielsen (Mr Q) – Trommer og programmering
- Kåre R. Hansen Hansen – Vokal
- Kristian Bang Noergaard (Knø) – Guitar
- Marie Højlund – Synthesizer og vokal
- Lasse Lakken – Bas og synthesizer

## Diskografi
- Forget About the Stupid Rocket Idea! (2004)
- Absolutely Worthless Compared To Important Books (2005)
- Foolio (2005)
- Pancake America (2005)